# Arthur Sullivan

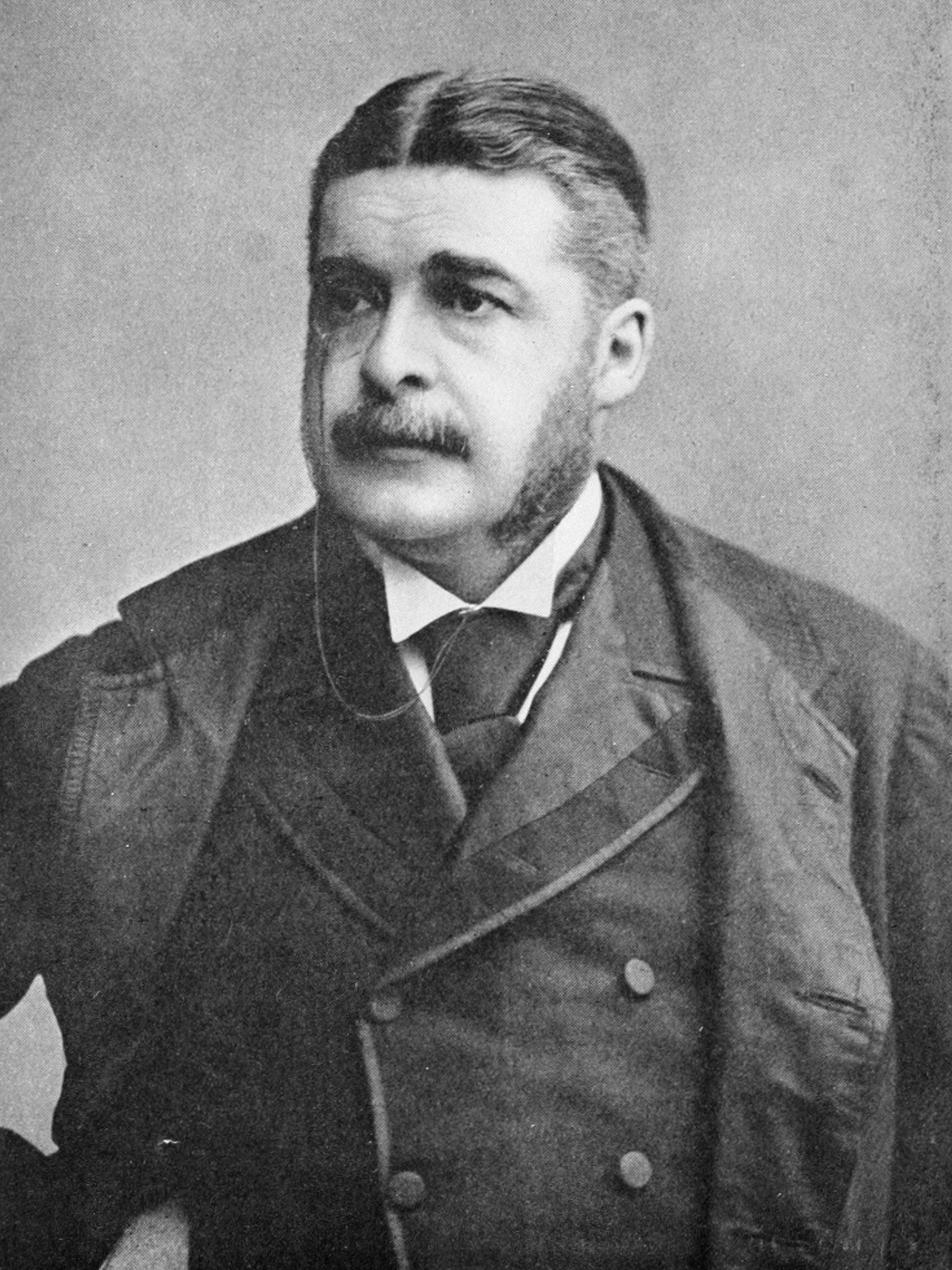
Arthur Sullivan

Sir Arthur Seymour Sullivan (* 13. Mai 1842 in London; † 22. November 1900 ebenda) war ein britischer Komponist, Musikwissenschaftler, Organist und Dirigent. Er ist vor allem im angelsächsischen Sprachraum als Komponist leichter komischer Opern bekannt geworden.
Der Begriff Gilbert und Sullivan, ersterer war sein Textdichter, steht für ein eigenständiges Genre.

## Leben

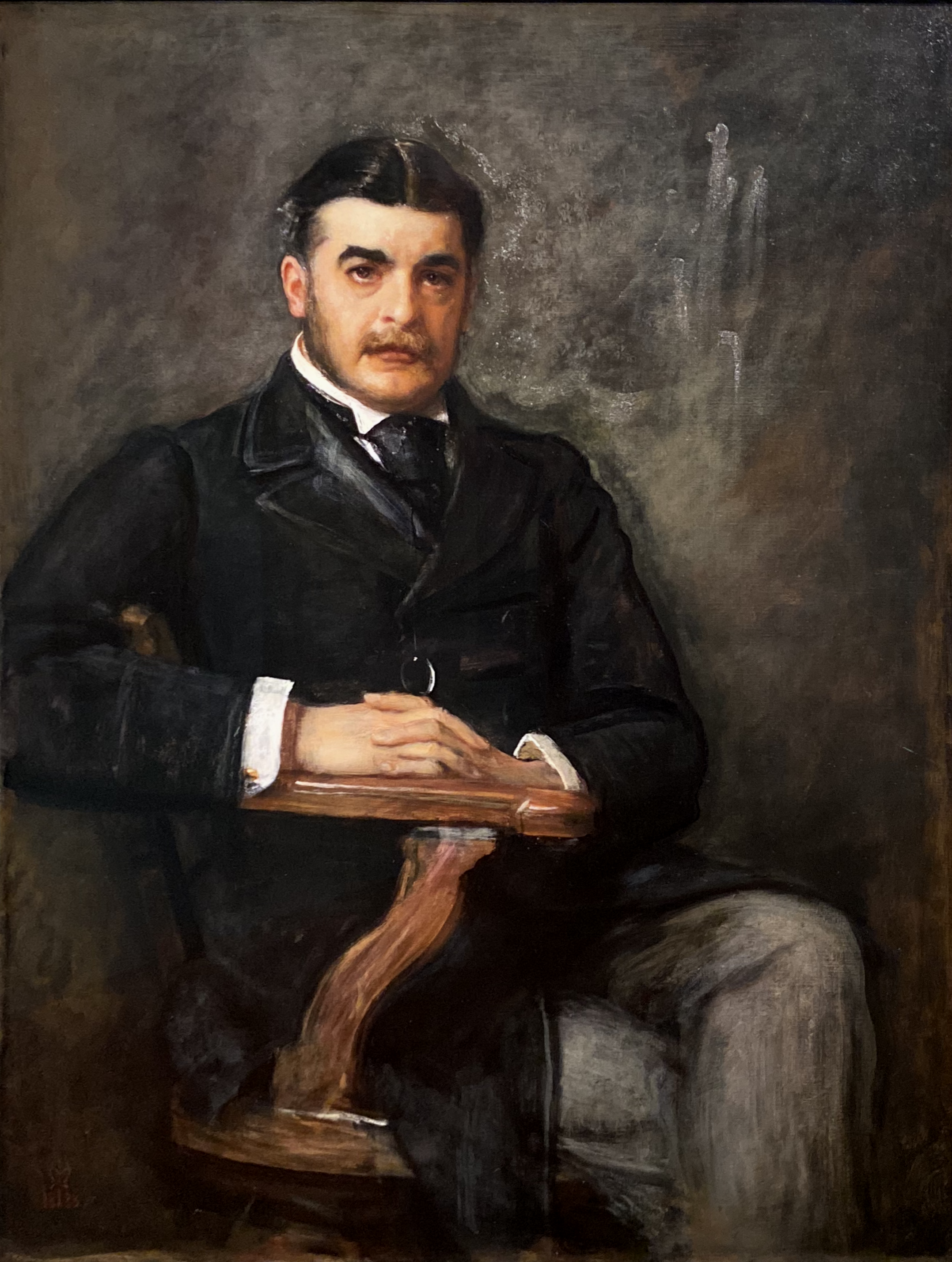
Arthur Sullivan (Porträt von John Everett Millais, 1888)

Durch seinen Vater, den Militärkapellmeister und Musikpädagogen Thomas Sullivan (1805–1866), kam Sullivan schon von Kindesbeinen an mit Musik in Berührung. Erste Kompositionsversuche wie das 'Anthem By the Waters of Babylon' machte er 1850. Im Alter von zwölf Jahren wurde Sullivan Mitglied der Chapel Royal in London, bei der er von 1854 bis 1856 prägende Einflüsse empfing. Durch seine gute Stimme avancierte er zum „first boy“ des Chores und kam durch viele Auftritte erstmals mit namhaften Künstlern sowie der High Society und dem Königshaus in Kontakt. Arthur Sullivan setzte seine musikalische Ausbildung ab 1856 an der Royal Academy of Music in London fort, unter anderem bei John Goss.
Seine Lehrer erkannten sein Talent und ermutigten ihn zu Kompositionen; einige Chorstücke wurden auch aufgeführt. Als jüngster Teilnehmer gewann Sullivan 1856 den erstmals ausgeschriebenen Mendelssohn-Wettbewerb, was ihm nach zwei weiteren Ausbildungsjahren an der Royal Academy of Music ermöglichte, von 1858 bis 1861 am Konservatorium Leipzig zu studieren (u. a. bei Robert Papperitz, Ignaz Moscheles und Carl Reinecke). Dort entschied Sullivan, der auch ein vielbeachteter Pianist und Dirigent war, sich in erster Linie dem Komponieren zu widmen. Das Leipziger Kulturleben bot vielfältige Anregungen; unter anderem lernte Sullivan Franz Liszt kennen, der ihn im Dezember 1858 zur Uraufführung von Peter Cornelius’ Der Barbier von Bagdad nach Weimar einlud.
Nach dem erfolgreichen Abschluss 1861 katapultierte die Londoner Aufführung seiner Bühnenmusik zu William Shakespeares The Tempest (Der Sturm) im April 1862 Sullivan in die vorderste Reihe englischer Komponisten. Sullivan etablierte sich als Komponist von Orchester- und Vokalwerken, wobei ihm Organisten- und Chorleiterstellen an der St. Michael’s Church am Chester Square in London (1861–1867) und an der St. Peter’s Church in Kensington (1867–1872) ein geregeltes Einkommen verschafften. Zu den Auftragsarbeiten für die großen Musikfestivals des Landes gehörten 'The Prodigal Son' (Der verlorene Sohn) für das „Three Choirs Festival“ in Worcester (1869) sowie Kenilworth (1864) und 'The Light of the World' für das Birmingham Triennial Music Festival (1873). 1872 schrieb Sullivan ein großes Te Deum zur Genesung des schwer erkrankten Prince of Wales. Zahlreiche Liedkompositionen und Kammermusiken prägten die Anfangsphase von Sullivans Laufbahn. Beachtung fanden zudem seine Orchesterwerke, etwa die Konzertouvertüren In Memoriam (1866), Marmion (1867, nach Walter Scott) oder die Di-ballo-Ouvertüre (1870) sowie seine Bühnenmusiken zu Shakespeare-Dramen. Weiterhin komponierte Sullivan ein Cello-Konzert und eine Symphonie in E-Dur („Irish“), die 1866 von Presse und Publikum begeistert aufgenommen wurden.
Zur Förderung des englischen Nachwuchses gründete Sullivan 1876 die National Training School for Music, der er bis 1881 vorstand, bevor das Institut dann 1882 in das Royal College of Music integriert wurde. Sullivan nutzte seine Popularität zum kulturpolitischen Engagement für die Pflege des Musiklebens. Er erhielt die Ehrendoktorwürde der Universität Cambridge sowie 1879 den Ehrendoktortitel der Universität Oxford.
Sullivan wurde 1885 bis 1888 Dirigent der Philharmonischen Gesellschaft und von 1881 bis 1898 war er künstlerischer Leiter des Musikfestivals in Leeds, wo er das Publikum nicht nur mit den Klassikern, sondern auch mit Werken englischer Kollegen und mit zeitgenössischer Musik vertraut machte. Als Dirigent gehörte Sullivan zu den ersten Verfechtern historisch informierter Aufführungspraxis.
Durch seinen gestiegenen Lebensstandard und seine Kontakte zur High Society und der königlichen Familie benötigte Sullivan eine substanzielle Einkommensquelle, die nur das Unterhaltungstheater bieten konnte, nicht aber die Musikerziehung und das Komponieren von Oratorien und Symphonien. Der ersten Arbeit für die Bühne, dem Ballett L’île enchantée (1864), folgten mit dem Einakter Cox and Box (1866) und der zweiaktigen Oper The Contrabandista (1867) bald frühe Versuche auf dem Gebiet der komischen Oper.

### Gilbert und Sullivan
Doch erst die Zusammenarbeit mit dem Dramatiker William Schwenck Gilbert führte zu künstlerisch anspruchsvollen Ergebnissen. Schließlich gelang es dem Impresario Richard D’Oyly Carte (1844–1901), die Kooperation beider auf eine solide Grundlage zu stellen. Carte, Spross einer französisch-englischen Familie, war zunächst als Mitarbeiter bei dem Instrumentenhersteller Rudall, Carte & Co. tätig, gründete aber bald darauf eine eigene Künstler- und Konzertagentur. 1870 wurde Carte Manager im Royalty Theatre in Soho, das die Sängerin Selina Dolaro finanzierte, die dort vor allem selbst in den neuesten französischen Opéras bouffes (= komische Oper) brillieren wollte. Carte hegte indes Pläne, eine nationale englische (komische) Oper in einem eigenen Theater zu etablieren. Das erste Werk von Sullivan und Gilbert für Carte, die einaktige Oper Trial by Jury (1875), wurde ein durchschlagender Erfolg. Carte gründete Ende 1876 die „Comedy Opera Company Ltd.“ und wurde Manager der Opéra Comique, einem kleinen Theater in der Londoner Theatermeile „Strand“. Hier begann im November 1877 mit der „Entirely New and Original Modern Comic Opera“ The Sorcerer ein neues Kapitel in Londons Theatergeschichte. Diese Oper war Sullivans erster Erfolg mit einem umfangreicheren Werk für die Bühne, zudem zeichnen sich hinsichtlich der Rollen- und Orchesterbesetzung die Grundmuster der folgenden Opern ab.
Durch die finanziellen Gewinne mit den Stücken von Sullivan und Gilbert wurde es Carte möglich, sich von den Geldgebern der alten Operngesellschaft zu lösen und am 4. August 1879 die „D’Oyly Carte Opera Company“ zu gründen. Schließlich konnte Carte es sich sogar leisten, ein eigenes Theater zu bauen. Das Londoner Savoy Theatre wurde mit einer Übernahme der Oper Patience (1881) aus der Opéra Comique am 10. Oktober 1881 als eines der technisch fortschrittlichsten Häuser seiner Zeit eröffnet. Sullivan war die treibende künstlerische Kraft, die den Theater-Routinier Gilbert dazu brachte, die Qualität der Stücke zu steigern. Am Savoy Theatre kam es nach Iolanthe (1882) und Princess Ida (1884) allerdings zu ersten Unstimmigkeiten mit Gilbert hinsichtlich der Konzeption und Gestaltung der Opern. Dennoch folgte mit der komischen Oper The Mikado (1885) der größte Triumph des Duos, dem sich Ruddigore (1887), The Yeomen of the Guard (1888) sowie The Gondoliers (1889) anschlossen.
Sullivans Spagat zwischen Theater, Kirche und Konzertsaal brachte den Komponisten in einen Zwiespalt, der sowohl sein Leben als auch die Rezeption seiner Werke prägte. Ungeachtet der Publikumserfolge musste sich Sullivan allmählich an die Kritik gewöhnen, sein Talent an Unterhaltungsmusik zu verschwenden. Da englische Bühnen keine Aufführungsmöglichkeiten für ernste Opern einheimischer Komponisten boten, schrieb Sullivan – inspiriert von Hector Berlioz – parallel an dramatischen Kantaten wie The Martyr of Antioch (1880) und The Golden Legend (1886) für das Musikfestival in Leeds. Für seine Kantaten, Orchestermusik und Verdienste um das englische Musikleben empfing er im Mai 1883 den Ritterschlag von Königin Viktoria und wurde so 'Knight Bachelor'.
Sullivan und Carte planten, neben der nationalen komischen Oper auch eine Oper historischen Stils zu etablieren. Für die vorgesehene große Nationaloper ließ Carte das Royal English Opera House (das heutige Palace Theatre in London) errichten. Die „romantic opera“ Ivanhoe (1891) nach Walter Scotts Roman hielt sich zwar für ein Werk dieser Art lange auf dem Spielplan, jedoch standen in diesem Genre keine englischen Repertoirewerke zur Verfügung, die einen dauerhaften Spielbetrieb hätten sicherstellen können. Im Jahr 1890 kam es nach einem Streit um Finanzierungsfragen (dem so genannten „Carpet Quarrel“) zu einem mehrjährigen Bruch mit Gilbert, auf den noch die Opern Utopia Limited (1893) und The Grand Duke (1896) folgten. Während seiner letzten zehn Lebensjahre arbeitete der an einer chronischen Nierenerkrankung leidende Sullivan mit verschiedenen Librettisten zusammen. Zu seinen wichtigsten Spätwerken gehören die Opern Haddon Hall (1892), The Beauty Stone (1898) und The Rose of Persia (1899).
Sullivan starb am 22. November 1900 und wurde in der St Paul’s Cathedral in London beigesetzt. Ihm zu Ehren trägt der Sullivan-Gletscher auf der westantarktischen Alexander-I.-Insel seinen Namen.

## Werk
Als der herausragendste britische Musiker des 19. Jahrhunderts gab der international angesehene Arthur Sullivan mit seinen Kompositionen und seinem kulturpolitischen Engagement dem Musikleben seines Heimatlandes entscheidende neue Impulse. Er prägte mit seinen Opern, Liedern und Chorwerken die Musikbegeisterung nachfolgender Generationen und legte wichtige Grundlagen für die neue Blütezeit der englischen Musik um die Wende des 19. zum 20. Jahrhundert. Sullivans komische Opern gehören noch heute zum Standardrepertoire in der englischsprachigen Welt. Zwar werden seine dramatischen Kantaten seltener aufgeführt, jedoch sind sie für die Entwicklung der englischen Chormusik wesentliche Bindeglieder von Felix Mendelssohn Bartholdys Elias bis hin zu Edward Elgars Kantaten und William Waltons Belshazzar’s Feast.
Sullivans Herkunft und Ausbildung prägten nachhaltig sein musikalisches Idiom. Zu den Idolen seiner Jugend (Händel, Mozart und Mendelssohn) kamen nach seinem Studium Anregungen durch zeitgenössische kompositorische Strömungen, in erster Linie Robert Schumann, Franz Schubert, Hector Berlioz und Franz Liszt. Nach deren Vorbild entstand ein großer Teil von Sullivans Konzert- und Kammermusik. Die Freundschaft mit Franz Liszt und Gioachino Rossini erwies sich für sein Schaffen als besonders förderlich. Ebenso wie der italienische Erfolgskomponist arbeitete auch Sullivan parallel an ernsten, dramatischen Werken und an komischen Opern, wobei er mitunter die gleichen Gestaltungselemente verwendete, beispielsweise die Charakterisierung von Figuren durch eine unterschiedliche Stimmführung wie etwa bei den dämonischen Staccato-Kommentaren des Teufels zum Chor der Pilger in The Golden Legend und den Staccato-Linien des Dick Deadeye im Finale des 1. Aktes von HMS Pinafore (1878).
Mit den so genannten „Savoy Operas“ – einem Terminus nach dem Stammhaus der Opern von Sullivan und Gilbert, der erst später zum Synonym für ihre Werke geworden ist, ursprünglich aber alle im Savoy Theatre uraufgeführten Stücke bezeichnete – begründete Sullivan die Archetypen einer Oper in englischer Sprache und schuf mit Opern wie Ivanhoe dadurch die einzige gattungstypologische Neuentwicklung auf den englischen Bühnen des späten 19. Jahrhunderts. Zwischen 1871 und 1896 brachte Sullivan allein in Kooperation mit seinem Librettisten Gilbert 14 komische Opern heraus, die sämtlich individuelle Gattungsbezeichnungen wie „A Dramatic Cantata“ (Trial by Jury), „A Fairy Opera“ (Iolanthe), „An Entirely Original Supernatural Opera“ (Ruddigore), „New and Original Opera“ (The Yeomen of the Guard) oder „An Original Comic Opera“ (Utopia Limited) erhielten. Mit diesen Werken fanden die berüchtigten Pointen und kritischen Ausfälle der englischen Literatur- und Bildsatire Eingang ins Musiktheater, das die Stärken und Schwächen der Bürger einer aufstrebenden, kapitalistisch orientierten Industrie- und Wohlstandsgesellschaft ins Visier nahm. Die Musik-Dialog-Struktur der komischen Opern Sullivans geht zurück auf Modelle einer Oper in der Landessprache wie man sie bei Mozart (Die Zauberflöte u. a.) und Albert Lortzing (Zar und Zimmermann u. a.) findet.
Sullivan selbst wies darauf hin, dass sich ein ernster Unterton durch seine komischen Opern ziehe, der vielfach ein tragikomisches Element in die konfliktreiche Handlung einbringt. Sullivan setzt dadurch einen wichtigen Kontrapunkt zu Gilberts mitunter überzogenen Texten und Plots. In entscheidenden Krisensituationen der menschlichen Existenz – wie im Finale des 1. Aktes und dem Quartett „When a wooer goes a-wooing“ von The Yeomen of the Guard oder der Auseinandersetzung mit den Ahnen im 2. Akt von Ruddigore – steigert Sullivan die Musik durch psychologische Differenzierung und dramatische Intensität, die in der komischen Oper des 19. Jahrhunderts ihresgleichen suchen. Für die D’Oyly Carte Opera Company stellte Sullivan ein hochwertiges erstklassiges Ensemble zusammen, das ab The Sorcerer den Grundstamm für alle weiteren Produktionen (nicht nur der Opern mit Gilbert) bildete: Tenor und Sopran als Liebhaber, Mezzosopran und Bariton als eine weitere junge Frau nebst Galan, ein Bariton als Komiker sowie Bass und Alt für ein in die Jahre gekommenes Paar. Ungeachtet der gleich bleibenden Grundvoraussetzungen durch das feste Ensemble gelang es Sullivan, jedem Stück und jeder Figur musikalisch einen individuellen, unverwechselbaren Klangcharakter zu verleihen. Wesentlich ist das Vermeiden von Klischees: Das Stichwort „Topsy-turvydom“ („wildes Durcheinander, Kuddelmuddel“) umreißt jenen vielfach für die Stücke von Sullivan und Gilbert kennzeichnenden Handlungswirrwarr mit seiner Nonsense-Logik, bei dem die Bühnen-Welt sinnbildlich Kopf steht für den zunehmend schneller werdenden Lebensrhythmus in einer technisierten, fremdbestimmten, materialistisch orientierten Welt.
Ein besonderes Merkmal der komischen Opern Sullivans ist die desillusionierende Struktur der Musik. Vielfach komponierte er gegen die Erwartungshaltungen: Dazu gehören etwa der überzogene Oktavsprung und die ironischen Melismen bei dem vermeintlich patriotischen Hymnus „He is an Englishman“ aus HMS Pinafore oder die spannungsgeladene Dramatik in der Geisterszene aus Ruddigore, die viele – nicht zuletzt Gilbert – in einer komischen Oper für unangebracht hielten. Die „Oper der Zukunft“, die Sullivan vorschwebte, stellte für ihn einen Kompromiss zwischen der deutschen, italienischen und französischen Schule dar. Und so parodierte er in seinen komischen Stücken einerseits schmalziges Pathos und Theaterklischees, verwendete aber auch virtuos unterschiedliche Elemente der mitteleuropäischen Oper, die ihm für seine Bühnenwerke und Oratorien geeignet erschienen, um Stimmungen und Emotionen angemessen darstellen zu können. Dafür wünschte er sich – vor allem im Bereich der komischen Oper – von seinen Librettisten menschlich glaubwürdige Stoffe. Seine empathische, humanistische Grundhaltung zeigt sich beispielsweise durch Vertonungen bei den Arien der von Gilbert oft gnadenlos verspotteten alten Jungfern, wie etwa im einfühlsamen Cello-Solo bei Lady Janes „Sad is that woman's lot“ (Patience) oder in Katishas Arie (The Mikado), bei der Stilelemente ausdrucksvoller Klagegesänge nicht parodistisch verwendet werden, sondern als Indikator emotionaler Befindlichkeit in Lebenskrisen. In dramatischen Werken wie The Golden Legend, The Beauty Stone oder Ivanhoe dämonisiert Sullivan die Antagonisten nicht; dafür verleiht er ihnen wie etwa in der Arie des Tempelritters „Woo thou thy snowflake“ (Ivanhoe, 2. Akt), Individualität durch rhythmische und melodische Eigenart, sowie eine sparsam, individuell eingesetzte Instrumentierung.

### Instrumentierung
Sullivans subtiler Umgang mit komplizierten metrischen Strukturen (z. B. in „The sun whose rays“ in The Mikado oder „Were I thy bride“ und „I have a song to sing, O“ in The Yeomen of the Guard) besaß Vorbildcharakter für die Vertonung englischer Lyrik. Nicht minder bemerkenswert war sein technisches Geschick, mit wenigen Instrumenten eine große Klangfülle zu erzielen (z. B. in der Ouvertüre zu The Yeomen of the Guard). Sullivans Kompositionsweise ist ausgerichtet an den ihm jeweils zur Verfügung stehenden Möglichkeiten: Das Savoy Theatre verfügte über ein Orchester mit 2 Flöten, 1 Oboe, 2 Klarinetten, 1 Fagott, 1 Piccolo, 2 Hörnern, 2 Posaunen, 2 Kornetten, 2 Pauken, Becken, kleine und große Trommel, Triangel und Streichern (ab The Yeomen of the Guard mit 2 Fagotten und 3 Posaunen). Nach intensiven Vorarbeiten nahm die Partitur zuweilen erst bei den Proben ihre endgültige Gestalt an, wenn beispielsweise die Positionierung der Sänger auf der Bühne eine zurückhaltendere Orchesterbesetzung erforderte. Weiter reichende Gestaltungsmöglichkeiten hatte Sullivan bei Opern wie Ivanhoe und dramatischen Kantaten wie The Golden Legend, bei denen es möglich war, zusätzlich noch Englischhorn, Bassklarinette, Kontrafagott, Tuba, 4 Hörner, 2 Trompeten, 3 Posaunen und Harfe zu verwenden. Dennoch setzt Sullivan große Klangmassen nur sehr sparsam ein und kleidet sowohl im Theater als auch im Konzertsaal Nummern und Szenen in ein jeweils charakteristisches Klanggewand (in einem Brief vom 12. März 1889 verwendet Sullivan die Formulierung „clothed with music by me“). Der Hauptakzent liegt dabei weniger auf der Suggestionskraft immer größerer Orchesterbesetzungen (einer Tendenz, der sich Sullivan verweigerte, wie er auch eine kritische Haltung gegenüber Wagner einnahm), sondern auf einem klassisch orientierten Stil-Pluralismus: klassisch hinsichtlich des transparenten Umgangs mit dem Orchesterklang (selbst bei den großen Festivalorchestern) und pluralistisch hinsichtlich der Verwendung von Stilelementen, die für die einfühlsame musikalische Charakterisierung von Figuren und Szenen durch Instrumentaleffekte, Klangfarben sowie rhythmische und melodische Entwicklung angemessen sind.

### Oratorien und Lieder
Sullivan gehört neben Alexander Mackenzie, Hubert Parry, Charles Villiers Stanford und Frederic Cowen zu den führenden Oratorienkomponisten Großbritanniens. Die Verbindung zum Musiktheater erscheint dabei als strukturelle Konstante seines Komponierens: Bereits die dramatische Kantate über das biblische Gleichnis vom verlorenen Sohn The Prodigal Son weist opernhafte Elemente auf; The Martyr of Antioch, das auch szenisch gegeben wurde, und Sullivans Hauptwerk The Golden Legend, sind handlungsintensive Kantaten mit einem ausgeprägten dramatischen Gestus, die auf nicht-sakralen Stoffen beruhen. Mit der Dramatisierung einer mittelalterlichen Legende, Hartmanns von Aue Der arme Heinrich, machte Sullivan in The Golden Legend die Gestalt des Satans, der so lange aus der englischen Musikliteratur verbannt war, wieder hoffähig. Sullivan greift hier Anregungen des auch von ihm selbst aufgeführten Opus La damnation de Faust (1846) von Berlioz sowie Liszts Die Glocken des Straßburger Münsters (1874) auf. Auffallend an The Golden Legend ist neben manch kühnen harmonischen Wendungen vor allem die Luzifer-Gestalt, die, wie später in der Oper The Beauty Stone, kein bocksfüßiger, gehörnter Unhold mehr ist, sondern mal als Mönch, mal als Edelmann auftritt und musikalisch facettenreich charakterisiert wird.
Sullivans weit über hundert Lied- und Chorsätze entstanden überwiegend in den 1860er Jahren am Anfang seiner Laufbahn, wo sie ihm innerhalb des stark expandierenden Musikliebhaber-Marktes gute Verdienstmöglichkeiten boten. Sullivan schöpfte dabei zumeist aus dem Fundus klassischer und romantischer Muster, wobei die deutsch-österreichische Tradition des Kunstliedes vor allem in der Ausgestaltung des Klavierparts Vorbild für sein Liedschaffen war. Sullivan wählte zumeist anspruchsvolle Textvorlagen. Nach frühen Erfolgen mit Vertonungen von Shakespeare-Texten – am bekanntesten ist Orpheus with his lute (aus Henry VIII) –, wandte er sich den Dichtungen von Alfred Tennyson, Rudyard Kipling, Victor Hugo, Joseph von Eichendorff und George Eliot zu. Vielen Liedern Sullivans ist ein volksliedhafter Ton eigen, doch experimentierte er auch immer wieder mit kompositorischen Gestaltungsmöglichkeiten, die zu für die damalige Zeit ungewohnten harmonischen und melodischen Wendungen führten. In Anlehnung an Schumanns Dichterliebe entstand der Liederzyklus The Window or The Songs of the Wrens (1871) nach Texten von Tennyson. Diesem liegt ein genauer Tonarten-Plan zugrunde; die elf Lieder zeichnen sich durch einen ausgeweiteten Klavierpart und eine Melodik aus, deren deutsche Vorbilder unverkennbar sind. Sullivans populärste Liedvertonung überhaupt – zwischen 1877 und 1902 in 500.000 Exemplaren verkauft und das erste Lied, das in England auf Phonographen zu hören war – wurde The Lost Chord (Text: Adelaide A. Procter).

### Orchesterwerke
Die Orchestermusik Sullivans zeigt deutlich den Einfluss der Ausbildung in Leipzig. In der Symphonie in E-Dur (1866) sind einige der wichtigsten Charakteristika von Sullivans Orchesterbehandlung schon vorgebildet. Während sich die Orchesterbesetzung an den Sinfonien Schumanns orientiert, sind Harmonik, Kontrapunktik und Phrasierung stilistisch von Mendelssohn und Schubert beeinflusst. Auch wenn in der Behandlung der Holzbläser wie bei Mendelssohn zahlreiche Solo- und Duettpassagen zu finden sind, imitiert Sullivan vorgegebene Muster nicht schematisch, sondern wahrt stets eine gewisse Flexibilität. Vor allem in seinen Konzertouvertüren zeigt sich bei der Verwendung von Posaunen und tiefen Streichinstrumenten der Einfluss von Hector Berlioz, dessen Sakralwerke und Grand Symphonie funèbre et triomphale auch Sullivans große Auftragsarbeiten wie das Festival Te Deum (1872) und das Boer War Te Deum (uraufgeführt posthum 1902), in dem eine Militärkapelle zum Einsatz kommt, inspirierten. Auffallend sind zudem Instrumente, die in der deutschen Tradition nicht üblich waren. Bis 1873 (in The Light of the World) setzt Sullivan die Ophikleide vor allem in seinen Konzertouvertüren ein; in der Di ballo-Ouvertüre verbindet er das Serpent mit den Posaunen zu einem Quartett. Wenn bestimmte Instrumente für gewünschte Klangwirkungen nicht zur Verfügung stehen, greift Sullivan zu ungewöhnlichen Lösungen, indem er beispielsweise in der Sinfonie ein Englischhorn dadurch nachahmt, dass er die Oboenstimmen eine Oktave tiefer als die Klarinetten notiert. Auch in den Bühnenmusiken zeigt sich die Tendenz, massive Verdoppelungen und opulente Tutti-Wirkung sparsam einzusetzen, vielmehr führt eine flexible Handhabung wechselnder Orchesterstimmen zu einer größtmöglichen Transparenz. Dadurch sowie mit der Einbindung nationaler Stilelemente (Volkslieder, Märsche, Seemannslieder) ebnete er den Weg für Elgar, den er zu Beginn seiner Karriere unterstützte.

## Arthur Sullivan und die englische Oper
Sullivans Verdienste um die englische Oper bestehen darin, dass er eine nationale Oper in seinem Heimatland etablierte, wobei für ihn die Errungenschaften auf dem Gebiet der deutschen Oper von Carl Maria von Weber, Heinrich Marschner und Albert Lortzing, die er in Leipzig erleben konnte, Modellcharakter besaßen. Der endgültige Anstoß, für die Bühne zu schreiben, kam durch seine Begegnung mit Gioachino Rossini, den er Ende 1862 kennenlernte, als er zusammen mit Charles Dickens nach Paris gereist war. „Ich glaube, dass Rossini der erste war, der mich mit einer Liebe zur Bühne und allem, was mit Oper zusammenhängt, begeistert hat“, erinnerte sich Sullivan.
In der Zusammenarbeit mit dem Theatermanager Richard D'Oyly Carte schuf Sullivan zwischen 1875 und 1900 ein breites Spektrum an Werken für die Oper in englischer Sprache. Er prägte damit die unterschiedlichen Archetypen des englischen Musiktheaters (vgl. Eden/Saremba 2009) in einer Epoche, in der andere britische Komponisten – sofern sie sich überhaupt damit befassten – noch Opern auf italienische Libretti schrieben oder ihre Bühnenkompositionen an deutschen Theatern uraufführen ließen. Sullivans wichtigster Librettist William Schwenck Gilbert lieferte in erster Linie Texte zu komischen Opern mit einigen aktuellen satirischen Bezügen. Sullivan nutzte die Textvorlagen für seine differenzierte musikalische Ausgestaltung und subtile Instrumentierung. Sullivans Kompositionen gehören neben denen von Henry Purcell und Benjamin Britten zu den herausragendsten Vertonungen von Versen in englischer Sprache. Für die Bühne schuf Sullivan mustergültige Werke im Bereich der phantastisch-komischen Oper (Iolanthe 1882, Ruddigore 1886), der Gesellschaftskomödie (Trial by Jury 1875, Patience 1881) und der lyrisch-romantischen Oper (The Yeomen of the Guard 1888, The Beauty Stone 1898 mit Textbuch von Arthur W. Pinero). Der seinerzeit beliebte Exotismus wurde bedient in The Mikado (1885 eine weitere Zusammenarbeit mit Gilbert) und The Rose of Persia (1899 mit Basil Hoods Textbuch).
Für sein Opernschaffen strebte Sullivan stets danach, „menschlich reizvolle und glaubwürdige Geschichten“ zu vertonen und in seiner Musik „das emotionale Moment nicht nur der Worte, sondern vor allem der Situation zu verstärken“. Gilbert vermochte den Plänen von Sullivan und Carte, eine nationale Oper in der Landessprache zu etablieren, nicht zu folgen. Er recycelte so oft alte Ideen, dass Sullivan seines – wie er sagte – „Marionettentheaters“ überdrüssig wurde. Für Projekte mit historischen Stoffen wie Ivanhoe (1891) und Haddon Hall (1892) arbeitete Sullivan mit Julian Sturgis und Sydney Grundy zusammen, Joseph Bennett schrieb das Textbuch zu der auch szenisch aufgeführten dramatischen Kantate The Golden Legend (1886 nach Hartmann von Aues Der arme Heinrich). Immerhin vermochte Sullivan 1888 Gilbert noch das Libretto zu der lyrisch-romantischen Oper The Yeomen of the Guard abzutrotzen, die dem Komponisten das liebste unter seinen Bühnenwerken war.
Seine künstlerischen Grundsätze als Opernkomponist formulierte Sullivan im Juli 1885 in einem Interview mit dem San Francisco Chronicle. „Die Oper der Zukunft ist ein Kompromiss“, sagte er, „denn sie kommt nicht aus der französischen Schule mit ihren prunkhaften, kitschigen Melodien, ihren sanften Licht- und Schattenwirkungen, ihren theatralischen Gesten voll Effekthascherei; nicht aus der Wagnerschen Schule mit ihrer Düsterkeit und den ernsten, ohrenzerfetzenden Arien, mit ihrem Mystizismus und ihren unechten Empfindungen; und auch nicht aus der italienischen Schule mit ihren überspannten Arien, Fiorituren und an den Haaren herbeigezogenen Effekten. Sie ist ein Kompromiss zwischen diesen dreien – eine Auswahl aus den Vorzügen der drei anderen.“
Sullivan legte stets Wert darauf, dass seine Werke nicht in bearbeiteter Form oder für Blaskapellen verunstaltet aufgeführt wurden, denn „Orchesterfarben spielen in meinem Werk eine so große Rolle, dass es seinen Reiz verliert, wenn sie ihm genommen werden“. Auch wenn das Kulturestablishment Sullivan bereits zu Lebzeiten vorwarf, „ein Musiker, der in den Ritterstand erhoben wurde, kann schwerlich Kaufhaus-Balladen schreiben – er darf nicht wagen, sich mit etwas Geringerem als einem Anthem oder einem Madrigal die Hände schmutzig zu machen“ (Musical Review, Mai 1883), hatte er selbst mit seinen vielseitig ausgerichteten Werken, die er in allen Genres schrieb, keine Probleme. „Wenn meine Werke als Kompositionen irgendwelche Ansprüche für sich geltend machen können, dann zähle ich voll und ganz auf den ernsten Unterton, der sich durch alle meine Opern zieht“, so Sullivan. „Beim Ausarbeiten der Partituren halte ich mich an die Grundsätze jener Kunst, die ich bei der Arbeit an gewichtigeren Werken gelernt habe. Jeder Musiker, der die Partituren dieser komischen Opern analysiert, wird nicht vergebens nach dieser Ernsthaftigkeit und Seriosität suchen.“
Nachteilig auf die Rezeption wirkte sich der Einfluss der Bewegung der so genannten „English Musical Renaissance“ aus (siehe Stradling/Hughes 1993) sowie die Programmpolitik der D'Oyly Carte Opera Company. Sullivans Bühnenwerke wurden, reduziert auf das Marketing-Label „Gilbert and Sullivan“ auf die Zusammenarbeit mit Gilbert beschränkt und durch Copyright-Ansprüche verhindert, dass Sullivans Opern Eingang fanden in die sich ab den 1920er Jahren etablierenden nationalen Opernensembles, die Oper in englischer Sprache professionell aufführen wollten. Erst nach Ablauf des Copyrights (50 Jahre nach dem Tod von Gilbert) konnte 1962 die Sadler’s Wells Opera erstmals „Iolanthe“ ins Repertoire nehmen.

## Sonstiges
1888 schickte Thomas Edison sein „Perfected Phonograph“ an George Gouraud in London, und am 14. August 1888 stellte Gouraud das Gerät London in einer Pressekonferenz vor. Dabei spielte er auch eine Aufnahme eines Stücks für Klavier und Kornett aus Sullivans „The Lost Chord“. Dies war bzw. ist eine der ältesten je gemachten Musikaufnahmen. Eine Reihe von Präsentationen folgte, bei der das Gerät Mitgliedern der Gesellschaft im „Little Menlo“ in London gezeigt wurde. Sullivan wurde am 5. Oktober 1888 eingeladen. Nach dem Dinner nahm er mit dem Gerät eine kleine Rede auf, um diese an Edison zu senden. Darin sagte er unter anderem:

„I can only say that I am astonished and somewhat terrified at the result of this evening's experiments: astonished at the wonderful power you have developed, and terrified at the thought that so much hideous and bad music may be put on record forever. But all the same I think it is the most wonderful thing that I have ever experienced, and I congratulate you with all my heart on this wonderful discovery.“

Diese Aufnahmen wurden in den 1950er Jahren in der Edison Library in New Jersey entdeckt.

## Zitate
„Ich glaube, dass Rossini der erste war, der mich mit einer Liebe zur Bühne und allem, was mit Oper zusammenhängt, begeistert hat.“

„In England haben sie keine Vorstellung davon, die Orchester mit dem Maß an Feuer und farblichen Abstufungen spielen zu lassen, wie sie es hier in Deutschland vermögen, und genau das möchte ich erreichen: die englischen Orchester genauso perfekt zu machen wie die auf dem Kontinent, und sogar noch mehr, denn die Kraft und der Ton der unsrigen ist stärker als bei den ausländischen.“

„Die Meistersinger von Nürnberg ist nicht nur Wagners Meisterwerk, sondern die größte komische Oper, die je geschrieben wurde.“

„Wenn The Sorcerer ein Erfolg wird, dann ist das ein weiterer Nagel im Sarg der Opéra bouffe der Franzosen.“

„Mein lieber Carte, ich bedauere, Ihnen mitteilen zu müssen, dass ich bei meinem Theaterbesuch letzten Dienstag feststellen musste, dass das Orchester sowohl hinsichtlich der Größe als auch der Leistungsfähigkeit sehr stark von dem abwich, mit dem ich Pinafore einstudiert habe. Anscheinend fehlten zwei zweite Geigen und das ganze Orchester ist von sehr unterschiedlicher Qualität. Ich bitte Sie, zur Kenntnis zu nehmen, dass – wenn diese Mängel bis Samstag nicht behoben werden und die Leistungsfähigkeit des Orchesters nicht durch das Engagement besserer Instrumentalisten bei den Holzbläsern und Streichern verbessert wird, ich am Montagabend dem Theater die Aufführungsgenehmigung für meine Musik verweigern werde.“

„Ich bedauere, dass meine Musik nicht so aufgeführt wird, wie ich sie geschrieben habe. Orchesterfarben spielen in meinem Werk eine so große Rolle, dass es seinen Reiz verliert, wenn sie ihm genommen werden.“

„Wenn meine Werke als Kompositionen irgendwelche Ansprüche für sich geltend machen können, dann zähle ich voll und ganz auf den ernsten Unterton, der sich durch alle meine Opern zieht.“

„Hiermit autorisiere ich Sie, alle erforderlichen Schritte zu unternehmen, um den Verkauf dieser nicht genehmigten Fassungen meiner Opern in ganz Deutschland zu unterbinden sowie, falls erforderlich, rechtliche Schritte zu unternehmen.“

„The Lost Chord darf als Hornpipe-Travestie weder heute noch an irgendeinem anderen Abend bei den Kasernen der Wachen aufgeführt werden. Andernfalls sehe ich mich leider gezwungen, rechtliche Schritte einzuleiten und Schadenersatz einzufordern.“

„Striche, Hinzufügungen, Veränderungen usf. – Ich war wütend […] Insgesamt sehr gut. – Die Protagonisten waren allesamt Opernsänger.“

„Die Macht der Musik ist doch etwas Wunderbares, wenn es wie in Zar und Zimmermann mit nur ein paar schlichten Noten, die richtig zusammengefügt werden, gelingt, die zartesten Saiten in uns zum Erklingen zu bringen und auch einen hart gesottenen Burschen wie mich weich zu bekommen.“

## Werke (Auswahl)

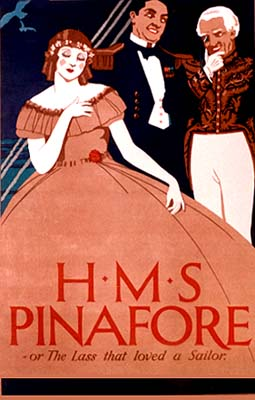
Plakat zur Oper H.M.S. Pinafore

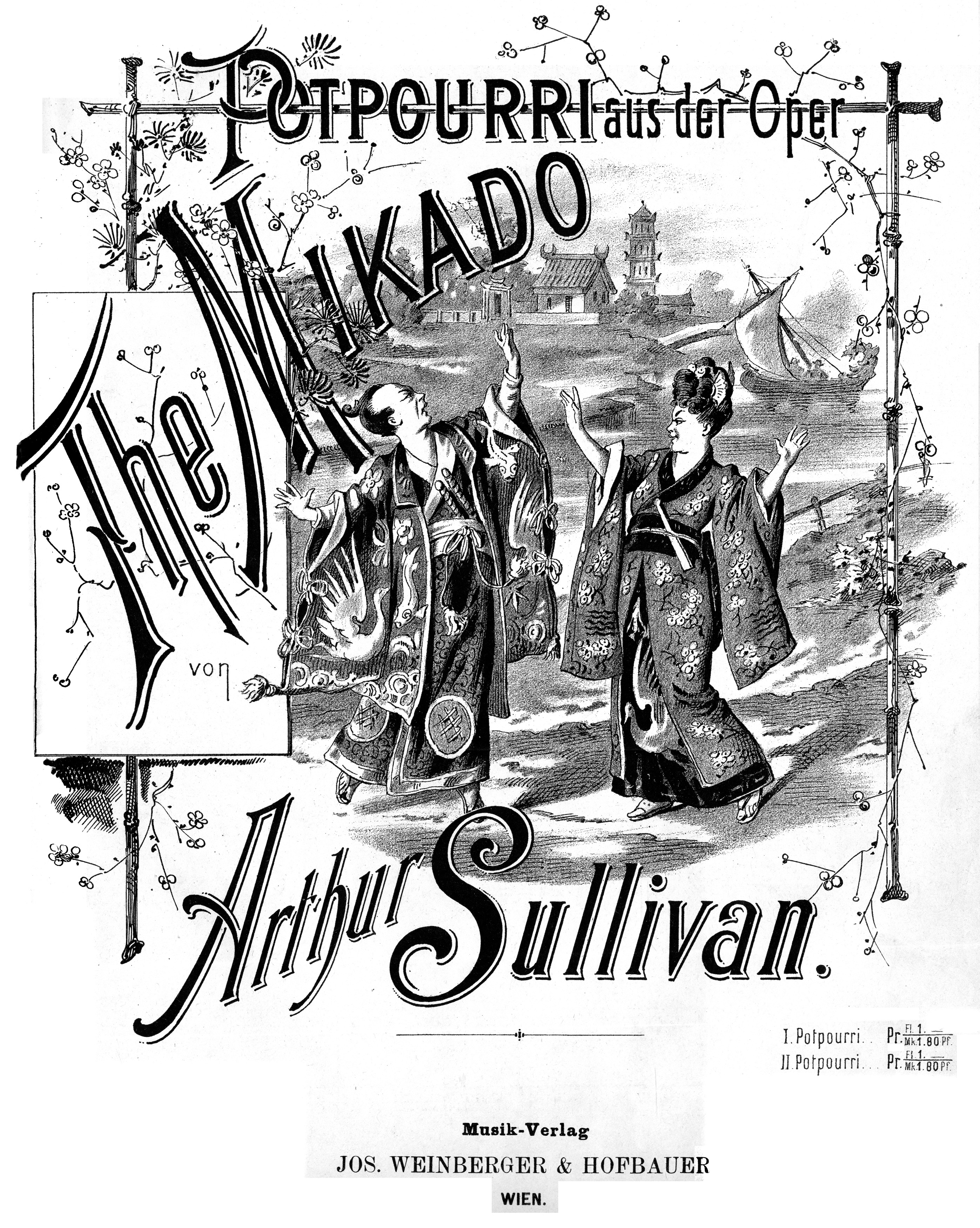
Potpourri aus „The Mikado“

Grabplatte in St Paul’s Cathedral

- The Tempest (Bühnenmusik; 1861/64)
- Kenilworth (Masque; 1865)
- Sinfonie in E-Dur („Irische“) (1866).
- Cellokonzert (1866).
- Konzertouvertüre ‚In Memoriam‘ (1866)
- Konzertouvertüre ‚Marmion‘ (Uraufführung am 3. Juni 1867)
- Cox and Box (Triumviretta in einem Akt; Libretto: Francis C. Burnand; Uraufführung: 11. Mai 1867 im Adelphi-Theater in London)
- The Long Day Closes (1868)
- The Prodigal Son (Oratorium; 1869)
- Konzertouvertüre ‚Di Ballo‘ (1870)
- Thespis (Komische Oper; 1871)
- The Merchant of Venice (Bühnenmusik; 1871)
- The Light of the World (Oratorium; 1873)
- The Merry Wives of Windsor (Bühnenmusik; 1874)
- Trial by Jury (Komische Oper; 1875)
- The Sorcerer (Komische Oper; 1877)
- Henry VIII (Bühnenmusik; 1877)
- The Lost Chord (Lied; 1877)
- H.M.S. Pinafore (Komische Oper in zwei Akten; Libretto: W.S. Gilbert; Uraufführung am 25. Mai 1878 in der Opéra Comique, London)
- The Pirates of Penzance (Komische Oper; 1879)
- The Martyr of Antioch (Sacred Musical Drama; 1880)
- Patience oder Bunthornes Braut (Komische Oper; 1881)
- Iolanthe (Komische Oper in zwei Akten; Libretto: W.S.Gilbert; Uraufführung am 25. November 1882 im Savoy-Theater, London)
- Princess Ida (Komische Oper; 1883)
- The Mikado (Komische Oper; 1885)
- The Golden Legend (Oratorium; Libretto: Joseph Bennett (nach Longfellow); Uraufführung am 16. Oktober 1886 in Leeds)
- Ruddigore (Komische Oper; 1887)
- The Yeomen of the Guard (Komische Oper; 1888)
- Macbeth (Bühnenmusik; Uraufführung am 29. Dezember 1888)
- The Gondoliers (Komische Oper; 1889)
- Ivanhoe (Große Oper in drei Akten; Libretto: Julian Sturgis; Uraufführung am 31. Januar 1891 in der Royal English Opera, London)
- The Foresters (Bühnenmusik; 1892)
- Haddon Hall (An Original Light English Opera (in drei Akten); Libretto: Sydney Grundy; Uraufführung am 24. September 1892 im Savoy-Theater, London)
- Imperial March (Marsch zur Eröffnung des „Imperial Institute“; Uraufführung am 1. Mai 1893)
- Utopia Limited (Komische Oper in zwei Akten; Libretto: W.S. Gilbert; Uraufführung am 7. Oktober 1893 im Savoy-Theater, London)
- The Chieftain (Komische Oper in zwei Akten; Libretto: Francis C. Burnand; Uraufführung am 12. Dezember 1894 im Savoy-Theater, London)
- King Arthur (Bühnenmusik; 1895)
- The Grand Duke (Komische Oper in zwei Akten; Libretto: W.S. Gilbert; Uraufführung am 7. März 1896 im Savoy-Theater, London)
- Victoria and Merrie England (Ballett; Scenario: Carlo Coppi; Uraufführung am 25. Mai 1897 im Alhambra Theatre, Leicester Square London)
- The Beauty Stone (Romantisches musikalisches Drama in drei Akten; Uraufführung am 28. Mai 1898 im Savoy-Theater, London)
- The Rose of Persia (Komische Oper; 1899)
- Te Deum laudamus (1902).